# Stratus nebulosus
Lo stratus nebulosus, (abbreviazione St neb), è una delle due specie in cui possono presentarsi le nubi del genere strato.

## Caratteristiche
Queste nubi appaiono come veli nebulosi indistinti o stratificazioni di nubi del genere strato, ma prive di strutture o caratteristiche distintive. Si formano a basse altitudini e la loro comparsa è un segno di stabilità atmosferica anche se occasionalmente possono essere associate a leggere pioggerelline o fiocchi di neve.
Lo stratus nebulosus si differenzia dallo stratus fractus che invece è caratterizzato da forme irregolari e profili frastagliati.